# دیوید کانستیبل
دیوید کانستیبل (انگلیسی: David E. Constable) مدیر کارآفرین اهل کانادا است، که هم‌اکنون به‌عنوان مدیرعامل شرکت فلور کرپوریشن فعالیت می‌کند. وی پیش‌تر مدیرعامل شرکت صنایع شیمیایی ساسول بود.